# ميغيل كالديرون غوميز
ميغيل كالديرون غوميز (30 أكتوبر 1950 بهافانا في كوبا - ) هو مدرب كرة سلة ولاعب كرة سلة كوبي في مركز مدافع مسدد الهدف، شارك في بطولة كأس العالم لكرة السلة 1970 والألعاب الأولمبية الصيفية 1980 والألعاب الأولمبية الصيفية 1972 ودورة الألعاب الأمريكية 1971 وبطولة كأس العالم لكرة السلة 1974 والألعاب الأولمبية الصيفية 1968 والألعاب الجامعية الصيفية 1970 وبطولة أمم الأمريكتين لكرة السلة 1980.

## وصلات خارجية
- ميغيل كالديرون غوميز على موقع الاتحاد الدولي لكرة السلة (الإنجليزية)
- ميغيل كالديرون غوميز على موقع سبورتس رفرنس (الإنجليزية)
- ميغيل كالديرون غوميز على موقع أوليمبيديا (الإنجليزية)